# BVLGARI

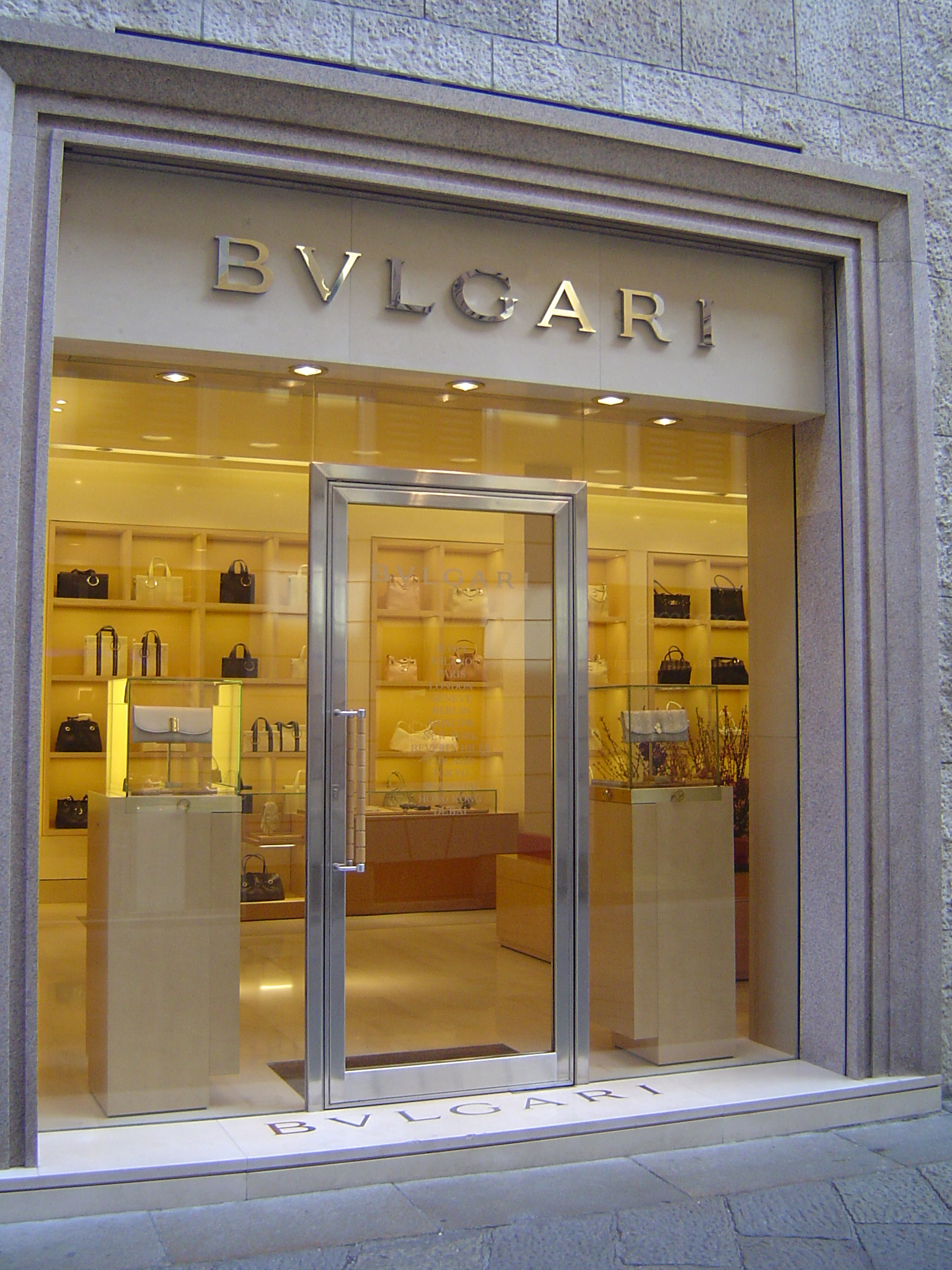
Magazin Bulgari în Milan, Italia

Bulgari este o companie care se ocupă cu vânzarea de bijuterii și produse de lux din Italia. Numele companiei este scris frecvent „BVLGARI”, în stil antic roman. Compania a fost înființată în anul 1884. Bulgari se situează pe locul trei în lume în topul celor mai mari bijutieri, cu venituri anuale de peste un miliard de Euro și o valoare de piață de 3,6 miliarde euro.

## Originea numelui
Numele companiei este scris frecvent „BVLGARI”, conform alfabetului latin clasic (în care V = U) și derivă din numele de familie al fondatorului grec al companiei, Sotirios Voulgaris (în limba greacă: Σωτήριος Βούλγαρης pronunție în limba greacă: [soˈtirjos ˈvulɣaris], în limba italiană: Sotirio Bulgari, 1857–1932).

## Istoria mărcii

### Originile: Sotirios Voulgaris
Sotirios Voulgaris era un argintar grec originar din Paramythia, un sat din regiunea Epirus (Imperiul Otoman) unde și-a deschis primul magazin care poate fi văzut acolo și în zilele noastre. În 1877, pleacă la Corfu, apoi la Napoli.  În 1881, sosește la Roma și deschide mai multe magazine de argintărie și de antichități dintre care unul în 1884, în cartierul Via Sistina.
În 1905, magazinul din Via Sistina este înlocuit de către actualul magazin emblematic situat în 10 Via Condotti, devenit între timp monument istoric. Sotirios Voulgaris deschide acest magazin cu ajutorul celor doi fii ai săi: Costantino (1889–1973) și Giorgio (1890–1966). În acea perioadă, magazinul se numea „Old Curiosity Shop” pentru a atrage o clientelă anglo-saxonă venită din Statele Unite sau din Marea Britanie. Abia după 1910 începe să se specializeze în producția de bijuterii cu creații inspirate de școala pariziană sau americană. 
În 1932 fiii săi preiau conducerea societății. Sotirios moare în 1934. În același an, fiii săi extind magazinul din Via Condotti.  Acesta este inaugurat pe 9 aprilie 1934. 

### Anii 40: al doilea război mondial
În timpul celui de-al doilea război mondial, cu ocazia raziei efectuate în ghetoul din Roma în octombrie 1943, Costantino Bulgari și soția sa, Laura Bulgari, au ascuns trei femei evreice în locuința lor din Roma.  În semn de recunoaștere a faptelor lor, la data de 31 decembrie 2003, soții Bulgari au obținut titlul „Drepți între popoare” conferit de către Memorialul Yad Vashem la Ierusalim.

### Anii 50-60: La dolce vita[6]
Odată cu amplasarea studiourilor Cinecitta la Roma, magazinul de aici este frecventat de personalități ale celei de-a șaptea arte: Elizabeth Taylor, Marlene Dietrich, Clark Gable, Gary Cooper, Audrey Hepburn, Sophia Loren, Romy Schneider sau Gina Lollobrigida.

### Anii 70-00: extinderea pe plan internațional și diversificarea activității Bulgari
Bulgari și-a deschis primele magazine la New York, Paris, Geneva și Monte Carlo în anii 1970. Timp de mai mulți ani, compania a deținut un magazin de prezentare în hotelul newyorkez Pierre Hotel.
În 1984, nepoții lui Sotirio, Paolo și Nicola Bulgari, au fost numiți Președinte și Vice-președinte ai companiei, iar nepotul de soră Francesco Trapani a fost desemnat Director General. Planul lui Trapani de a diversifica activitatea companiei a început în anii 1990 cu lansarea unei linii de parfumuri Bulgari. Pe perioada mandatului său, compania s-a impus ca marcă de lux recunoscută în lumea întreagă.
La începutul anului 2001, Bulgari a creat o asociere în participațiune cu divizia de Lux a Marriott International, care administrează și societatea Ritz-Carlton Hotel L.L.C., pentru a lansa o nouă marcă de hoteluri de lux, Bulgari Hotels & Resorts.  Bulgari a deschis primul hotel la Milano în 2004, o stațiune în Bali în 2006 și un alt hotel la Londra în 2012. În 2011, Bulgari Bali a fost ales de către cititorii revistei Smart Travel Asia pe locul al doilea în topul celor mai bune locuri de cazare din Asia.
În 1995, compania este cotată la bursa italiană. Veniturile sale au crescut cu 150% între 1997 și 2003.

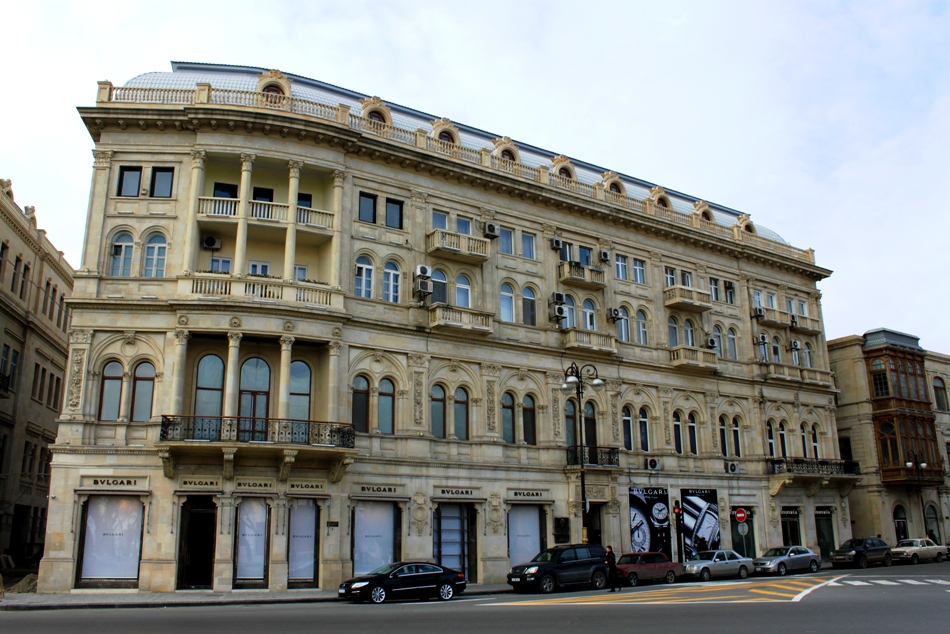
Magazin Bulgari în Baku

### Anii 2010: achiziționarea Bulgari de către LVMH
La data de 7 martie 2011, grupul LVMH anunță că a achiziționat 51 % din capitalul companiei și că intenționează să facă o ofertă publică de cumpărare amicală.  În ziua respectivă, acțiunile cresc cu aproape 60 % la bursa din Milano. Acțiunile LVMH urcă în cele din urmă la 98,09 % în luna septembrie a aceluiași an. În februarie 2012, familia Bulgari vinde din nou acțiuni LVMH cu 236,7 milioane de euro. 
Fostul director Bulgari include segmentul „ceasuri și bijuterii” al grupului, în timp ce fostul director Fendi, care vine din segmentul „Modă și articole din piele”, preia conducerea producătorului italian de bijuterii. 
LVMH, proprietar pentru o sumă finală de 3,7 miliarde de euro în total, sprijină dezvoltarea mărcii: crește investițiile în publicitate, înființează un organism central de achiziție pentru toate mărcile de bijuterii ale grupului și anunță că dorește să amplaseze marca italiană în place Vendôme începând din 2015, înlocuindu-l pe producătorul de bijuterii Buccellati. 
În 2012, Bulgari are 180 de puncte de vânzare proprii în lume: dezvoltarea pe plan internațional este accelerată, precum și răscumpărarea francizaților mărcii.

## Evoluția formelor
Bijuteriile desenate la începutul anilor 20-30 se înscriu în stilul Art Déco cu forme simple și o stilizare geometrică, îmbinate cu utilizarea platinei. Anii 30 sunt marcați de creații mai impunătoare, cu motive din diamante de diferite dimensiuni combinate cu o piatră prețioasă colorată: safir, smarald sau rubine. Anumite bijuterii erau „transformabile” și puteau fi purtate atât ca un colier, cât și ca o brățară, iar broșele puteau fi transformate în pandantiv..
Obligată de restricțiile asociate celui de-al doilea război mondial, casa Bulgari schimbă platina încrustată cu diamante cu aur și un număr mai mic de pietre prețioase. Modelele devin mai simple și sunt inspirate din natură. Bulgari se îndepărtează astfel de regulile stricte ale școlii franceze și creează un stil unic inspirat de clasicismul greco-roman, de renașterea italiană și de școala romană de producție a bijuteriilor din secolul al XIX-lea..
Boom-ul economic postbelic a permis revenirea creațiilor din metal alb încrustat cu pietre prețioase și mai ales cu diamante. La sfârșitul anilor 50, Bulgari preferă forme mai simple . în locul modelelor ascuțite. În plus, utilizarea caboșoanelor de dimensiuni mari se generalizează și devine marca sa de fabricație. Stilul Bulgari se impune și prin formele structurate din aur, simetrice și compacte, dar și prin rezultatul colorat al asocierilor multiple de pietre prețioase.
Creațiile anilor 70 se disting prin diversitate. Acestea se inspiră din focurile de artificii, din arta orientală, cu utilizarea îndeosebi a motivelor șarpelui, sau din pop-art cu colecția „stars and stripes” (stele și dungi) apreciată de Andy Warhol.  În acea perioadă, aurul galben se numără printre materialele preferate, iar utilizarea elementelor ovale încrustate cu caboșoane înconjurate de aur și de diamante devine marca de fabricație Bulgari, la fel ca și lanțul gros din aur. 
Anii 80 se caracterizează prin volume, culorile vii, formele simple și motivele decorative stilizate. În anii 90, se continuă utilizarea aurului galben, dar stilul Bulgari este mai puțin structurat.

## Ceasuri și brățări
Filiala elvețiană a societății, Bulgari Haute Horlogerie SA, este cea care se ocupă de producția ceasurilor Bulgari. Ea a fost înființată în 1980 și are sediul la Neuchâtel. Bulgari Haute Horlogerie SA are aproximativ 500 de angajați.
Bulgari își creează propriile modele și piese îmbinând mecanismele cele mai complexe cu modelele clasice. Colecția de ceasuri Bulgari cuprinde liniile următoare: Bulgari-Bulgari, Sotirio-Bulgari, Assioma, Astrale, Serpenti, B.Zero1, Daniel Roth, Rettangolo, Ergon, Diagono și Octo.

## Magazine
Bulgari are o rețea de distribuție de aproximativ 300 de magazine, situate în cele mai renumite centre comerciale. Cel mai mare magazin Bulgari din lume se află la Tokyo în Bulgari Ginza Towers, având o suprafață de vânzare de 940 m2, care include un restaurant și un bar.  

### America de Nord
Magazinele Bulgari nord-americane, precum și distribuitorii Bulgari, se află la Atlanta, Beverly Hills, Bal Harbour, Boca Raton, Bethesda - (Chevy Chase), Chicago, Costa Mesa, Dallas, Honolulu, Houston, New York, Las Vegas, Los Angeles, Mexico City, Montreal, Palm Beach, San Francisco, Short Hills, Waikiki și Scottsdale, Arizona.

### America de Sud
Magazinele Bulgari sud-americane, precum și distribuitorii Bulgari, se află la Lima, Bogotá, São Paulo, Insula Margarita și Quito.

## Acțiuni caritabile
Între 2009 și 2011, Bulgari a donat 12 milioane de euro asociației Save The Children. Acest parteneriat a fost reînnoit la sfârșitul lui 2011. Până în prezent, aceste donații au ajutat 334 101 copii, au permis formarea profesională a 9 899 profesori și au sprijinit propunerea unor activități de reabilitare în 206 școli.
Bulgari se situează pe locul trei în lume în topul celor mai mari bijutieri, cu venituri anuale de peste un miliard de Euro și o valoare de piață de 3,6 miliarde euro.